# Primetime-Emmy-Verleihung 2012

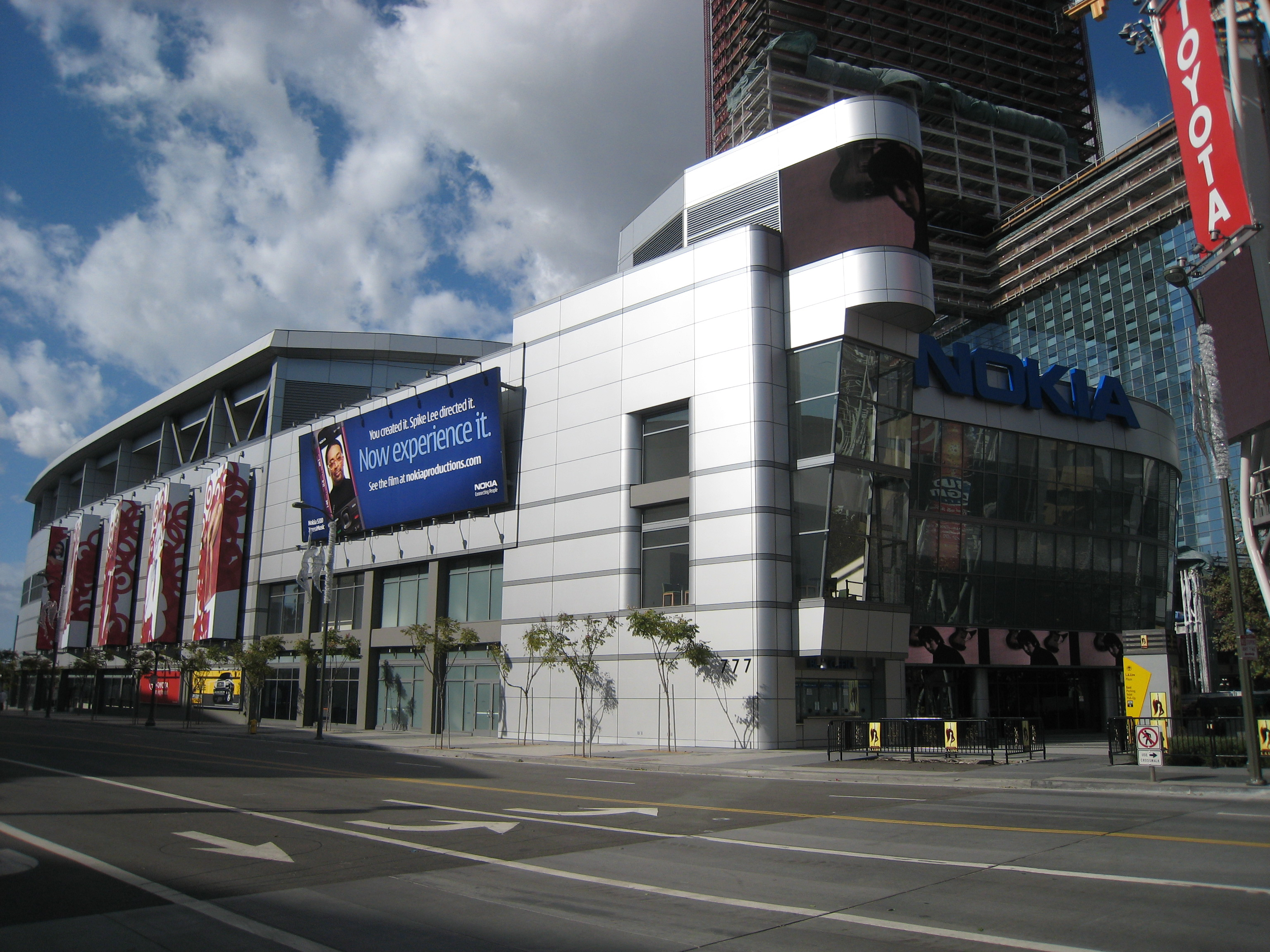
Das Nokia Theatre, Veranstaltungsort der 64. Primetime Emmy Awards

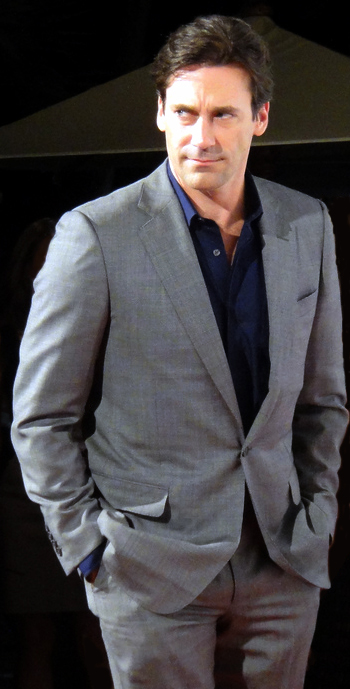
Nominiert: Jon Hamm, Hauptdarsteller der favorisierten Serie Mad Men

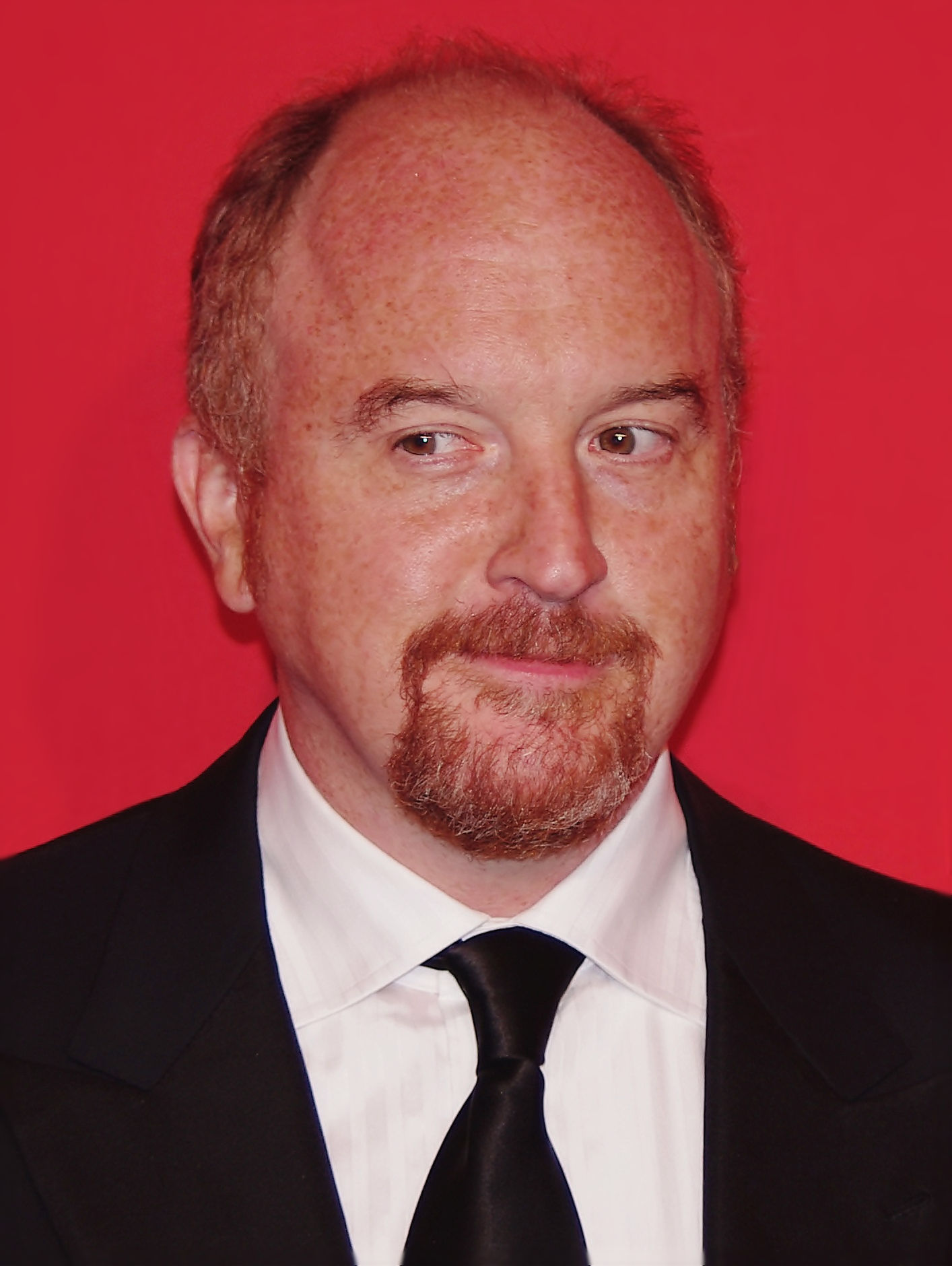
Siebenmal für den Emmy nominiert: Louis C. K.

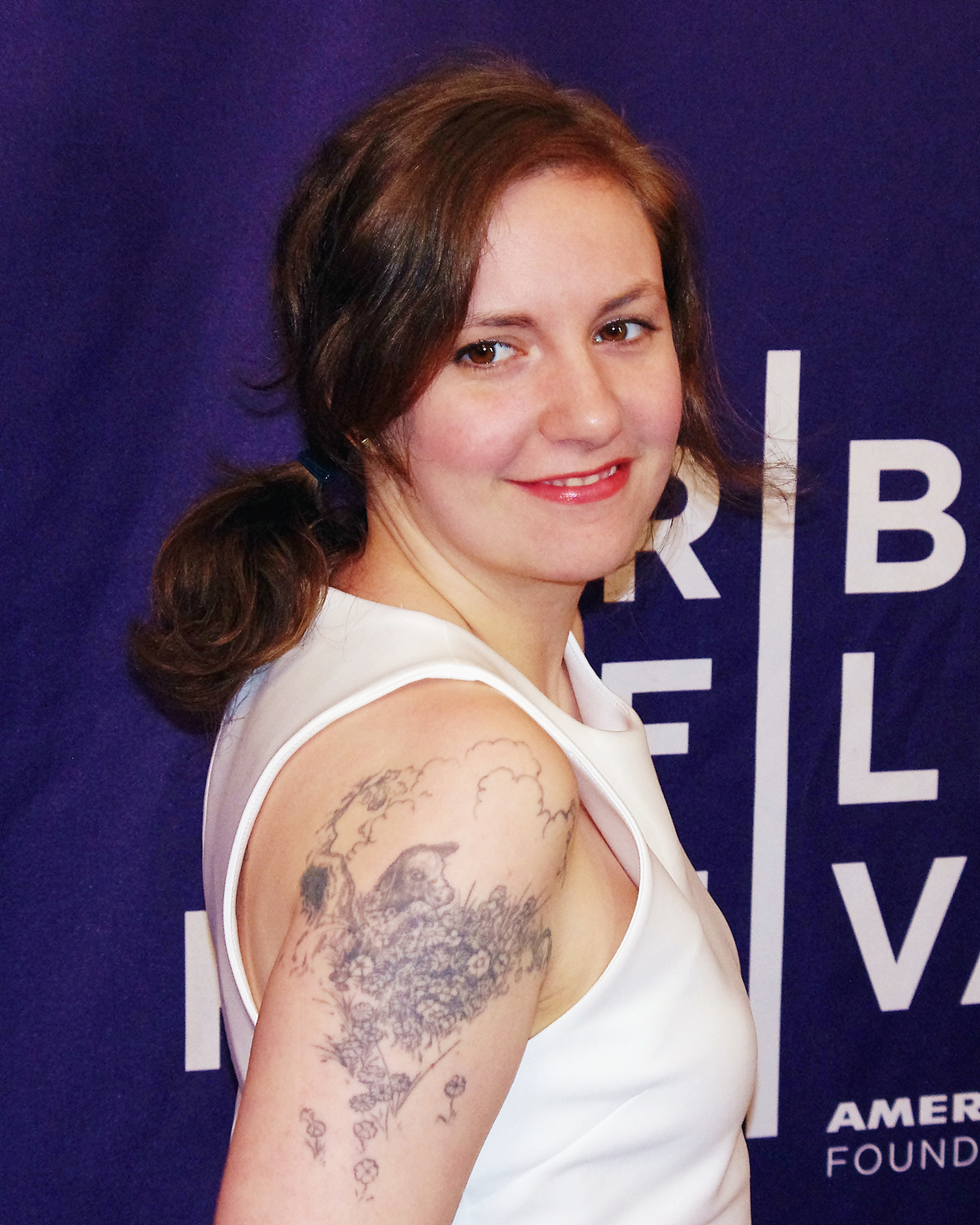
Erhielt vier Nominierungen: Lena Dunham

Die 64. Emmy-Verleihung in der Sparte Prime Time (64th Primetime Emmy Awards) fand am 23. September 2012 im Nokia Theatre in Los Angeles statt. In den Vereinigten Staaten wurde die Preisverleihung vom Sender ABC ausgestrahlt, im deutschsprachigen Raum wurde die Verleihung vom Pay-TV-Sender TNT Serie live übertragen. Der Comedian und Moderator Jimmy Kimmel, der ebenfalls für den Preis nominiert ist, moderierte die Veranstaltung.
Im Vorfeld wurden am 15. September 2012 die Creative Arts Emmy Awards vergeben, die Fernsehschaffende in technischen Kategorien wie Szenenbild, Kostüme, Kamera oder Schnitt ehren.

## Überblick
Die Nominierungen sind am 19. Juli 2012 von der Schauspielerin Kerry Washington (Scandal) und Jimmy Kimmel im Leonard H. Goldenson Theatre bekanntgegeben worden. Berücksichtigt wurden Programme, die vom 1. Juni 2011 bis 31. Mai 2012 ausgestrahlt worden waren.
Am häufigsten nominiert wurde die fünfte Staffel der Dramaserie Mad Men (AMC) und der Fernsehmehrteiler American Horror Story (FX Network), die jeweils 17 Nennungen erhielten. Bei einem Sieg in der Kategorie Beste Dramaserie könnte Mad Men zur meistgeehrten Produktion in dieser Kategorie avancieren. Das Format, das die Arbeit in einer Werbeagentur im New York der 1960er Jahre zum Thema hat, gewann die Auszeichnung bereits von 2008 bis 2011 für seine vorangegangenen Staffeln und teilt sich den Spitzenplatz mit den Serien Polizeirevier Hill Street (Beste Dramaserie 1981–1984), L.A. Law – Staranwälte, Tricks, Prozesse (1987, 1989–1991) und The West Wing – Im Zentrum der Macht (2000–2003). Aufgrund von Meinungsverschiedenheiten zwischen Produzent Matthew Weiner und dem ausstrahlenden Sender war die fünfte Staffel erst nach einer 17-monatigen Sendepause im US-amerikanischen Fernsehen gestartet.
Auf je 16 Nominierungen kommt die auf PBS ausgestrahlte britische Fernsehserie Downton Abbey von Julian Fellowes, die nach Ausstrahlung der zweiten Staffel von der Kategorie Beste Miniserie oder Fernsehfilm (Gewinner 2011) ebenfalls als Dramaserie berücksichtigt wurde, sowie Hatfields & McCoys (History). Die dreiteilige Produktion mit Kevin Costner, Bill Paxton und Tom Berenger dramatisiert die historische Hatfield-McCoy-Fehde (1878–1891). Weiterhin mit mehr als zehn Nominierungen folgen Philip Kaufmans Fernsehfilm Hemingway & Gellhorn (15 Nominierungen) mit Clive Owen und Nicole Kidman in den Rollen von Ernest Hemingway und Martha Gellhorn, die Serie Modern Family und die Comedy-Show Saturday Night Live (je 14), die Serien Breaking Bad und 30 Rock sowie die Folge Ein Skandal in Belgravia aus der britischen Fernsehserie Sherlock (je 13). Auf je zwölf Nominierungen kommen die Serie Boardwalk Empire und Jay Roach Politfilm Game Change – Der Sarah-Palin-Effekt mit Julianne Moore in der Titelrolle der früheren US-amerikanischen Vizepräsidentschaftskandidatin Sarah Palin, gefolgt von der Fantasyserie Game of Thrones (11 Nominierungen).
Die Comedy-Serien Girls und Veep – Die Vizepräsidentin sowie die 2012 mit dem Golden Globe Award ausgezeichnete Drama-Serie Homeland sind neben Downton Abbey zum ersten Mal unter den Nominierten vertreten. Bei den Einzelkünstlern gelang es dem US-amerikanischen Comedian Louis C. K. einen neuen Rekord aufzustellen. Er erhielt sowohl für die Serie Louie als auch das Sonderprogramm Louis C.K. Live at the Beacon Theatre insgesamt sieben Nominierungen. Vier Nennungen für Girls bekam die Schauspielerin, Regisseurin und Drehbuchautorin Lena Dunham. Je zwei Nominierungen erhielten Amy Poehler (als Schauspielerin und Drehbuchautorin der Comedyserie Parks and Recreation), Michael J. Fox (Gastdarsteller in den Serien Good Wife und Lass es, Larry!). und Jon Hamm (Hauptdarsteller in Mad Men und Gastdarsteller in 30 Rock). Eine postume Nennung wurde der Anfang Juni 2012 verstorbenen zweifachen Emmy-Preisträgerin Kathryn Joosten zuteil, die für ihre Darstellung in der Serie Desperate Housewives Berücksichtigung fand.
Neue Rekorde für die meisten Nominierungen einer Einzelperson stellten der Kameramann Hector Ramirez (Dancing with the Stars, ABC; 68. Nominierung) bei den Männern und die Produzentin Sheila Nevins (The Weight Of The Nation For Kids: The Great Cafeteria Takeover, HBO; 59. Nominierung) bei den Frauen auf. Bei den Programmen setzte Saturday Night Live mit 156 Emmy-Nominierungen bis ins Jahr 2012 eine neue Bestmarke.

## Preisträger und Nominierungen (Auswahl)

### Sparte Comedyserie

#### Beste Comedyserie
(Outstanding Comedy Series)
Modern Family (ABC)
- 30 Rock (NBC)
- The Big Bang Theory (CBS)
- Lass es, Larry! (Curb Your Enthusiasm; HBO)
- Girls (HBO)
- Veep – Die Vizepräsidentin (Veep; HBO)

#### Regie bei einer Comedyserie
(Outstanding Directing for a Comedy Series)
Steven Levitan – Modern Family (Folge: Baby on Board; ABC)
- Louis C. K. – Louie (Folge: Duckling; FX)
- Lena Dunham – Girls (Folge: She Did; HBO)
- Jake Kasdan – New Girl (Pilotfolge; ABC)
- Robert B. Weide – Lass es, Larry! (Curb Your Enthusiasm, Folge: Palestinian Chicken; HBO)
- Jason Winer – Modern Family (Folge: Virgin Territory; ABC)

#### Drehbuch bei einer Comedyserie
(Outstanding Writing for a Comedy Series)
Louis C. K. – Louie (Folge: Pregnant; FX)
- Lena Dunham – Girls (Pilotfolge; HBO)
- Chris McKenna – Community (Folge: Remedial Chaos Theory; NBC)
- Amy Poehler – Parks and Recreation (Folge: The Debate; NBC)
- Michael Schur – Parks and Recreation (Folge: Win, Lose or Draw; NBC)

#### Hauptdarsteller in einer Comedyserie
(Outstanding Lead Actor in a Comedy Series)
Jon Cryer – Two and a Half Men (CBS)
- Alec Baldwin – 30 Rock (NBC)
- Louis C. K. – Louie (FX)
- Don Cheadle – House of Lies (Showtime)
- Larry David – Lass es, Larry! (Curb Your Enthusiasm; HBO)
- Jim Parsons – The Big Bang Theory (CBS)

#### Hauptdarstellerin in einer Comedyserie
(Outstanding Lead Actress in a Comedy Series)
Julia Louis-Dreyfus – Veep – Die Vizepräsidentin (Veep; HBO)
- Zooey Deschanel – New Girl (FOX)
- Lena Dunham – Girls (Folge: She Did; HBO)
- Edie Falco – Nurse Jackie (Showtime)
- Tina Fey – 30 Rock (NBC)
- Melissa McCarthy – Mike & Molly (CBS)
- Amy Poehler – Parks and Recreation (NBC)

#### Nebendarsteller in einer Comedyserie
(Outstanding Supporting Actor in a Comedy Series)
Eric Stonestreet – Modern Family (ABC)
- Ty Burrell – Modern Family (ABC)
- Jesse Tyler Ferguson – Modern Family (ABC)
- Max Greenfield – New Girl (FOX)
- Bill Hader – Saturday Night Live (NBC)
- Ed O’Neill – Modern Family (ABC)

#### Nebendarstellerin in einer Comedyserie
(Outstanding Supporting Actress in a Comedy Series)
Julie Bowen – Modern Family (ABC)
- Mayim Bialik – The Big Bang Theory (CBS)
- Kathryn Joosten – Desperate Housewives (ABC)
- Sofía Vergara – Modern Family (ABC)
- Merritt Wever – Nurse Jackie (Showtime)
- Kristen Wiig – Saturday Night Live (NBC)

#### Gastdarsteller in einer Comedyserie
(Outstanding Guest Actor in a Comedy Series)
Jimmy Fallon – Saturday Night Live (Folge: Host: Jimmy Fallon; NBC)
- Will Arnett – 30 Rock (Folge: Idiots Are People Three!; NBC)
- Bobby Cannavale – Nurse Jackie (Folge: Disneyland Sucks; Showtime)
- Michael J. Fox – Lass es, Larry! (Curb Your Enthusiasm, Folge: Larry vs. Michael J. Fox; Showtime)
- Jon Hamm – 30 Rock (Folge: Live from Studio 6H; NBC)
- Greg Kinnear – Modern Family (Folge: Me? Jealous?; ABC)

#### Gastdarstellerin in einer Comedyserie
(Outstanding Guest Actress in a Comedy Series)
Kathy Bates – Two and a Half Men (Folge: Why We Gave Up Women; CBS)
- Elizabeth Banks – 30 Rock (Folge: The Return of Avery Jessup; NBC)
- Margaret Cho – 30 Rock (Folge: The Return of Avery Jessup; NBC)
- Dot Jones – Glee (Folge: Choke; FOX)
- Melissa McCarthy – Saturday Night Live (Folge: Host: Melissa McCarthy; NBC)
- Maya Rudolph – Saturday Night Live (Folge: Host: Maya Rudolph; NBC)

### Sparte Dramaserie

#### Beste Dramaserie
(Outstanding Drama Series)
Homeland (Showtime)
- Boardwalk Empire (HBO)
- Breaking Bad (AMC)
- Downton Abbey (PBS)
- Game of Thrones (HBO)
- Mad Men (AMC)

#### Regie bei einer Dramaserie
(Outstanding Directing for a Drama Series)
Tim Van Patten – Boardwalk Empire (Folge: To the Lost; HBO)
- Phil Abraham – Mad Men (Folge: The Other Woman; AMC)
- Michael Cuesta – Homeland (Folge: Pilotfolge; Showtime)
- Vince Gilligan – Breaking Bad (Folge: Face Off; AMC)
- Brian Percival – Downton Abbey (Folge 7; PBS)

#### Drehbuch bei einer Dramaserie
(Outstanding Writing for a Drama Series)
Alex Gansa, Howard Gordon und Gideon Raff – Homeland (Pilotfolge; Showtime)
- Semi Chellas und Matthew Weiner – Mad Men (Folge: Far Away Places; AMC)

Semi Chellas und Matthew Weiner – Mad Men (Folge: The Other Woman; AMC)
- Julian Fellowes – Downton Abbey (Folge 7; PBS)
- Andre Jacquemetton und Maria Jacquemetton – Mad Men (Folge: Commissions and Fees; AMC)

#### Hauptdarsteller in einer Dramaserie
(Outstanding Lead Actor in a Drama Series)
Damian Lewis – Homeland (Folge: Marine One; Showtime)
- Hugh Bonneville – Downton Abbey (PBS)
- Steve Buscemi – Boardwalk Empire (HBO)
- Bryan Cranston – Breaking Bad (AMC)
- Michael C. Hall – Dexter (Showtime)
- Jon Hamm – Mad Men (AMC)

#### Hauptdarstellerin in einer Dramaserie
(Outstanding Lead Actress in a Drama Series)
Claire Danes – Homeland (Folge: The Vest; Showtime)
- Kathy Bates – Harry’s Law (NBC)
- Glenn Close – Damages – Im Netz der Macht (Damages; Audience Network)
- Michelle Dockery – Downton Abbey (PBS)
- Julianna Margulies – Good Wife (The Good Wife; CBS)
- Elisabeth Moss – Mad Men (Folge: The Other Woman; AMC)

#### Nebendarsteller in einer Dramaserie
(Outstanding Supporting Actor in a Drama Series)
Aaron Paul – Breaking Bad (AMC)
- Jim Carter – Downton Abbey (PBS)
- Brendan Coyle – Downton Abbey (PBS)
- Peter Dinklage – Game of Thrones (HBO)
- Giancarlo Esposito – Breaking Bad (AMC)
- Jared Harris – Mad Men (AMC)

#### Nebendarstellerin in einer Dramaserie
(Outstanding Supporting Actress in a Drama Series)
Maggie Smith – Downton Abbey (PBS)
- Christine Baranski – Good Wife (The Good Wife; CBS)
- Joanne Froggatt – Downton Abbey (PBS)
- Anna Gunn – Breaking Bad (AMC)
- Christina Hendricks – Mad Men (AMC)
- Archie Panjabi – Good Wife (The Good Wife; CBS)

#### Gastdarsteller in einer Dramaserie
(Outstanding Guest Actor in a Drama Series)
Jeremy Davies – Justified (Folge: Coalition; FX)
- Dylan Baker – Good Wife (The Good Wife, Folge: Marthas and Caitlins; CBS)
- Ben Feldman – Mad Men (Folge: Dark Shadows; AMC)
- Michael J. Fox – Good Wife (The Good Wife, Folge: Parenting Made Easy; CBS)
- Mark Margolis – Breaking Bad (Folge: Face Off; AMC)
- Jason Ritter – Parenthood (Folge: Politics; NBC)

#### Gastdarstellerin in einer Dramaserie
(Outstanding Guest Actress in a Drama Series)
Martha Plimpton – Good Wife (The Good Wife, Folge: The Dream Team; CBS)
- Joan Cusack – Shameless (Folge: Can I Have a Mother; Showtime)
- Loretta Devine – Grey’s Anatomy (Folge: If Only You Were Lonely; ABC)
- Julia Ormond – Mad Men (Folge: The Phantom; AMC)
- Jean Smart – Harry’s Law (Folge: The Rematch; NBC)
- Uma Thurman – Smash (Folge: Tech; NBC)

### Sparte Miniserie bzw. Fernsehfilm

#### Beste Miniserie oder Fernsehfilm
(Outstanding Mini Series or TV Movie)
Game Change – Der Sarah-Palin-Effekt (HBO)
- American Horror Story (FX)
- Hatfields & McCoys (History)

Hemingway & Gellhorn (HBO)
- Luther (BBC One)
- Sherlock: Ein Skandal in Belgravia (A Scandal in Belgravia; PBS)

#### Regie bei einer Miniserie, Fernsehfilm oder Dramatic Special
(Outstanding Directing for a Miniseries, Movie or a Dramatic Special)
Jay Roach – Game Change – Der Sarah-Palin-Effekt (Game Change; HBO)
- Philip Kaufman – Hemingway & Gellhorn (HBO)
- Paul McGuigan – Ein Skandal in Belgravia (A Scandal in Belgravia; PBS)
- Sam Miller – Luther (BBC One)
- Kevin Reynolds – Hatfields & McCoys (History)

#### Drehbuch bei einer Miniserie, Fernsehfilm oder Dramatic Special
(Outstanding Writing for a Miniseries, Movie or a Dramatic Special)
Danny Strong – Game Change – Der Sarah-Palin-Effekt (Game Change; HBO)
- Neil Cross – Luther (BBC One)
- Ted Mann, Ronald Parker und Bill Kerby – Hatfields & McCoys (History)
- Steven Moffat – Ein Skandal in Belgravia (A Scandal in Belgravia; PBS)
- Abi Morgan – The Hour (BBC America)

#### Hauptdarsteller in einer Miniserie oder einem Fernsehfilm
(Outstanding Lead Actor in a Miniseries or Movie)
Kevin Costner – Hatfields & McCoys (History)
- Benedict Cumberbatch – Ein Skandal in Belgravia (A Scandal in Belgravia; PBS)
- Idris Elba – Luther (BBC One)
- Woody Harrelson – Game Change – Der Sarah-Palin-Effekt (Game Change; HBO)
- Clive Owen – Hemingway & Gellhorn (HBO)
- Bill Paxton – Hatfields & McCoys (History)

#### Hauptdarstellerin in einer Miniserie oder einem Fernsehfilm
(Outstanding Lead Actress in a Miniseries or a Movie)
Julianne Moore – Game Change – Der Sarah-Palin-Effekt (Game Change; HBO)
- Connie Britton – American Horror Story (FX)
- Ashley Judd – Missing (ABC)
- Nicole Kidman – Hemingway & Gellhorn (HBO)
- Emma Thompson – The Song of Lunch (PBS)

#### Nebendarsteller in einer Miniserie oder einem Fernsehfilm
(Outstanding Supporting Actor in a Miniseries or Movie)
Tom Berenger – Hatfields & McCoys (History)
- Martin Freeman – Ein Skandal in Belgravia (A Scandal in Belgravia; PBS)
- Ed Harris – Game Change – Der Sarah-Palin-Effekt (Game Change; HBO)
- Denis O’Hare – American Horror Story (FX)
- David Strathairn – Hemingway & Gellhorn (HBO)

#### Nebendarstellerin in einer Miniserie oder einem Fernsehfilm
(Outstanding Supporting Actress in a Miniseries or Movie)
Jessica Lange – American Horror Story (FX)
- Frances Conroy – American Horror Story (FX)
- Judy Davis – Die Verschwörung – Verrat auf höchster Ebene (Page Eight; PBS)
- Sarah Paulson – Game Change – Der Sarah-Palin-Effekt (Game Change; HBO)
- Mare Winningham – Hatfields & McCoys (History)

### Weitere Kategorien (Auswahl)

#### Varieté-, Musik- oder Comedysendung
(Outstanding Variety, Music or Comedy Series)
The Daily Show with Jon Stewart (Comedy Central)
- The Colbert Report (Comedy Central)
- Jimmy Kimmel Live! (ABC)
- Late Night with Jimmy Fallon (NBC)
- Real Time with Bill Maher (HBO)
- Saturday Night Live (NBC)

#### Reality-TV-Wettbewerb
(Outstanding Reality-Competition Program)
The Amazing Race (CBS)
Dancing with the Stars (ABC)
- Project Runway (Lifetime)

So You Think You Can Dance (Fox)
Top Chef (Bravo)
- The Voice (NBC)

#### Variety-, Musik- oder Comedy-Sondersendung
(Outstanding Variety, Music, or Comedy Special)
The Kennedy Center Honors (CBS)
Betty White's 90th Birthday: A Tribute To America's Golden Girl (NBC)
Kathy Griffin: Tired Hooker (Bravo)
Mel Brooks and Dick Cavett Together Again (HBO)
Tony Bennett: Duets II (Great Performances) (PBS)

#### Kindersendung
(Outstanding Children's Program)
Die Zauberer vom Waverly Place (Wizards of Waverly Place; Disney Channel)
Degrassi (MuchMusic)
- Meine Schwester Charlie (Good Luck Charlie; Disney Channel)
- iCarly (Nickelodeon)
- Victorious (Nickelodeon)

#### Moderator einer Reality- oder Reality-TV-Wettbewerbssendung
(Host for a Reality or Reality-Competition Program)
Tom Bergeron – Dancing with the Stars (ABC)
- Cat Deeley – So You Think You Can Dance (FOX)
- Phil Keoghan – The Amazing Race (CBS)
- Ryan Seacrest – American Idol (FOX)
- Betty White – Betty White's Off Their Rockers (NBC)